# Monte Real
Monte Real é uma vila portuguesa que foi sede da extinta Freguesia de Monte Real do Município de Leiria, freguesia que tinha 12,23 km² de área e 2 936 habitantes (2011) e, por isso,  uma densidade populacional de 214 hab/km².
A Freguesia de Monte Real foi extinta em 2013, no âmbito de uma reforma administrativa nacional, para, em conjunto com Carvide formar uma nova freguesia denominada União das Freguesias de Monte Real e Carvide da qual é a sede.
A povoação de Monte Real foi elevada à categoria de vila em 1995.
Monte Real foi sede de concelho entre 1292 e o início do século XIX. Era constituído apenas pela freguesia da vila e tinha, em 1801, 829 habitantes.

## População
| População da freguesia de Monte Real | População da freguesia de Monte Real | População da freguesia de Monte Real | População da freguesia de Monte Real | População da freguesia de Monte Real | População da freguesia de Monte Real | População da freguesia de Monte Real | População da freguesia de Monte Real | População da freguesia de Monte Real | População da freguesia de Monte Real | População da freguesia de Monte Real | População da freguesia de Monte Real | População da freguesia de Monte Real | População da freguesia de Monte Real | População da freguesia de Monte Real |
| ------------------------------------ | ------------------------------------ | ------------------------------------ | ------------------------------------ | ------------------------------------ | ------------------------------------ | ------------------------------------ | ------------------------------------ | ------------------------------------ | ------------------------------------ | ------------------------------------ | ------------------------------------ | ------------------------------------ | ------------------------------------ | ------------------------------------ |
| 1864                                 | 1878                                 | 1890                                 | 1900                                 | 1911                                 | 1920                                 | 1930                                 | 1940                                 | 1950                                 | 1960                                 | 1970                                 | 1981                                 | 1991                                 | 2001                                 | 2011                                 |
| 899                                  | 880                                  | 987                                  | 1 035                                | 1 113                                | 1 170                                | 1 196                                | 1 363                                | 1 713                                | 2 054                                | 1 792                                | 2 225                                | 2 315                                | 2 777                                | 2 936                                |

## Património
- Casa da Câmara de Monte Real[7][8]
- Pelourinho de Monte Real[5][9]
- Capela de São João Baptista (Monte Real) (antiga Igreja Matriz de Monte Real)[10]
- Fonte da Rainha Santa[11]
- Fonte do Centro da Vila
- Paços Reais e Capela da Rainha Santa Isabel[12]
- Termas de Monte Real[13]
- Cine-Teatro de Monte Real